# South Sudan Oyee!
South Sudan Oyee! (Hoan hô Nam Sudan) là quốc ca của Nam Sudan. Quốc ca được lựa chọn bởi Ủy ban Quốc ca Nam Sudan của Phong trào Giải phóng Nhân dân Sudan sau một cuộc thi để tìm một bài quốc ca trong tháng 08 năm 2010. Trước trưng cầu độc lập trong tháng 1 năm 2011, Nam Sudan trở thành một quốc gia có chủ quyền ngày 09 tháng 07 năm 2011. "Oyee!" được dịch là "Hoan hô".

## Lời bài hát
Oh God
We praise and glorify You
For Your grace on South Sudan
Land of great abundance
Uphold us united in peace and harmony.

Oh Motherland
We rise raising flag with the guiding star
And singing songs of freedom with joy;
For justice, liberty and prosperity
Shall forever more reign!

Oh great patriots
Let us stand up in silence and respect,
Saluting our martyrs whose blood
Cemented our national foundation,
We vow to protect our nation.

Oh God, bless South Sudan!

## Dịch sang tiếng Việt
Lạy Chúa
Chúng con ngợi ca và tôn vinh Người
Vì ân sủng của Người dành cho Nam Sudan
Đây là vùng đất của sự dồi dào lớn lao
Nâng đỡ chúng ta đoàn kết trong sự hoà bình và hoà hợp
Hỡi đất Mẹ
Chúng ta giương cao ngọn cờ với ngôi sao dẫn đường
Và hát vang bài ca của tự do và hạnh phúc
Để cho chính nghĩa, tự do, thịnh vượng
Ngự trị nơi đây tới muôn đời!
Hỡi những người con yêu nước vĩ đại
Hãy cùng đứng lên trong tôn ti trật tự,
Tôn kính những người liệt sĩ đã đổ máu
Để củng cố nền tảng đất nước này,
Chúng ta tình nguyện bảo vệ Tổ quốc này.
Lạy Chúa, hãy phù hộ Nam Sudan!